# 新安镇站
新安镇站是位于湖南临澧县新安镇的一个铁路车站，邮政编码415214。车站建于1978年，有焦柳铁路经过该站，现仅办理货运业务，不办理客运业务。车站距离月山站841公里，隶属广铁集团，是四等站，本站及相邻上下行区间均为电气化区段。

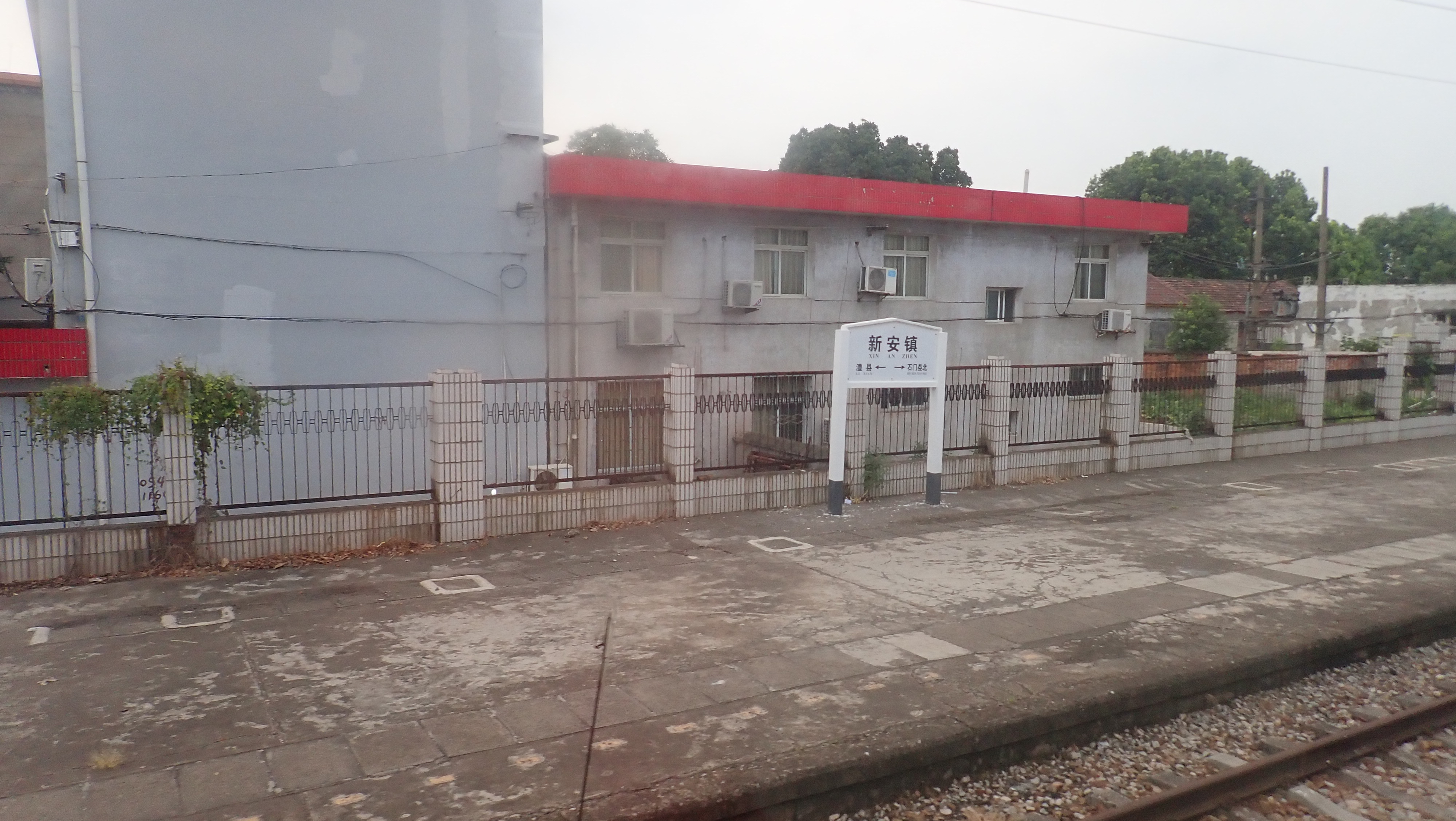
2018年，列车上拍摄的新安镇站站牌